# Wipfelspringer

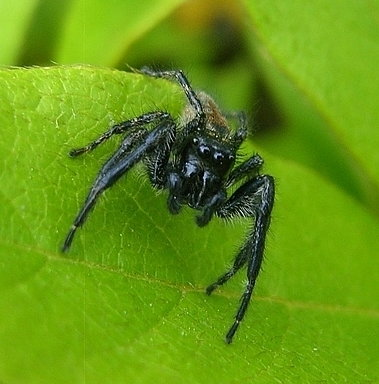
Männchen

Der Wipfelspringer (Carrhotus xanthogramma) ist eine Webspinne aus der Familie der Springspinnen (Salticidae).

## Merkmale
Carrhotus xanthogramma erreicht eine Körperlänge von 5 bis 8 Millimetern. Der Vorderkörper und die Beine beim Männchen sind tiefschwarz mit nur wenigen gelblichen Haarflecken, der Hinterkörper mit zimtbrauner Behaarung, vorn an den Seiten mit gelblichen Flecken, dazwischen schwarz gefärbt. Beim Weibchen sind auf dem dunklen Vorderkörper gelbliche Haarflecken und Binden, darunter eine bogenförmige Binde, die von einem Seitenauge zum anderen reicht und dabei den ganzen Rücken des Vorderkörpers umrundet. Der Hinterkörper ist beim Weibchen überwiegend gelblich behaart und ist oben mit schmalen, bräunlichen Längsstreifen und einer Reihe sehr verschiedener großer, schwarzer Winkelflecke versehen.

## Vorkommen
Die Art ist in ganz Europa verbreitet. In Deutschland kommt sie nördlich bis zur Mainlinie vor. Sie lebt vorwiegend an warmen Stellen im Gebüsch und auf niedrigen, locker stehenden Laubbäumen. Sie ist jedoch auch in Obstgärten an alten Obstbäumen anzutreffen.

## Gefährdung
Die Art ist relativ selten und wird in der Roten Liste als gefährdet eingestuft.

## Lebensweise
Die ausgewachsenen Tiere sind von April bis Juli zu beobachten. Die Art hält sich vorzugsweise an besonnten Zweigen und Blättern auf und ist dort schwer zu entdecken.